# Chrysopogon rufulus
Chrysopogon rufulus là một loài ruồi trong họ Asilidae. Chrysopogon rufulus được White miêu tả năm 1914.